# Proflight Commuter Services
Proflight Zambia är ett privatägt flygbolag med bas i Lusaka, Zambia. 
Den 30 juni 2010 blev Proflight Zambia godkänd av Zambia Competition Commission för att bilda en allians med det nationella flygbolaget Zambezi Airlines. Alliansen har nu upphört efter att Zambezi Airlines gick i konkurs. Från och med 2010 används enbart namnet Proflight Zambia i officiella sammanhang.

## Destinationer
| † | Bas |

### Framtidsplaner
- Efter att Proflight den 6 november fått ett AOC-certifikat (Aircraft Operational Certificate) av Zambiska staten, planerar dem att starta utrikestrafik till bland annat Lubumbashi i DRK och Harare i Zimbabwe.
- Proflight har även börjat utveckla och förbättra sina rutiner i samarbete med organisationen ICAO, för att som första flygbolag i Zambia:s historia få göra utrikesflygningar till EU-länder. [4]

## Flygplansflotta
Proflight Zambia:s flygplansflotta (15 mars 2013): 
- 2 Beechcraft Baron
- 2 Britten-Norman Islander
- 2 Cessna 208
- 3 King Air 90
- 1 Cessna 401
- 1 Cessna 402
- 3 Jetstream 32
- 2 Jetstream 41
- 1 Boeing 737-200 (Levereras i början av april 2013)